# Garston (Nouvelle-Zélande)

Garston est une petite localité de la région du Southland, située dans l’Île du Sud de la Nouvelle-Zélande.

## Situation
Elle est localisée tout près de la limite de la région du Southland avec la région voisine d’Otago. C’est le village le plus à l’intérieur des terres de Nouvelle-Zélande. il est situé au sud du Lac Wakatipu et près du cours supérieur du fleuve Mataura, entre les villes de Kingston et de Lumsden. Garston est relié à la fois à Kingston et à Lumsden par la SH 6.

## Loisirs
Garston est réputée pour la pêche à la truite et pour le patinage sur glace. Les  attractions locales comprennent le « Garston Pub » et une piste de VTT récemment aménagée. La piste cyclable « Around the Mountains Cycle Trail » traverse la ville.